# Kieran Gibbs
Kieran Ricardo Gibbs  (* 26. září 1989, Londýn), je anglický fotbalista, který v současné době hraje jako obránce v anglické Premier League za West Bromwich Albion.

## Úspěchy

### Arsenal
- FA Cup : 2013-14, 2014-15
- FA Community Shield : 2014

## Statistiky

### Klub
Aktualizováno k 14. 12. 2014
| Klub             | Sezóna           | Liga                | Liga   | Liga | FA Cup | FA Cup | Football League Cup | Football League Cup | Evropa | Evropa | Ostatní | Ostatní | Celkem | Celkem |
| Klub             | Sezóna           | Divize              | Starty | Góly | Starty | Góly   | Starty              | Góly                | Starty | Góly   | Starty  | Góly    | Starty | Góly   |
| ---------------- | ---------------- | ------------------- | ------ | ---- | ------ | ------ | ------------------- | ------------------- | ------ | ------ | ------- | ------- | ------ | ------ |
| Arsenal FC       | 2007/08          | Premier League      | 0      | 0    | 0      | 0      | 2                   | 0                   | 0      | 0      | —       | —       | 2      | 0      |
| Arsenal FC       | 2008/09          | Premier League      | 8      | 0    | 6      | 0      | 3                   | 0                   | 4      | 0      | —       | —       | 21     | 0      |
| Arsenal FC       | 2009/10          | Premier League      | 3      | 0    | 0      | 0      | 2                   | 0                   | 2      | 0      | —       | —       | 7      | 0      |
| Arsenal FC       | 2010/11          | Premier League      | 7      | 0    | 6      | 0      | 4                   | 0                   | 3      | 0      | —       | —       | 20     | 0      |
| Arsenal FC       | 2011/12          | Premier League      | 16     | 1    | 0      | 0      | 1                   | 1                   | 5      | 0      | —       | —       | 22     | 2      |
| Arsenal FC       | 2012/13          | Premier League      | 27     | 0    | 3      | 1      | 1                   | 0                   | 3      | 0      | —       | —       | 34     | 1      |
| Arsenal FC       | 2013/14          | Premier League      | 28     | 0    | 5      | 0      | 0                   | 0                   | 8      | 1      | —       | —       | 41     | 1      |
| Arsenal FC       | 2014/15          | Premier League      | 17     | 0    | 1      | 0      | 0                   | 0                   | 5      | 1      | 1       | 0       | 17     | 1      |
| Arsenal FC       | Celkem           | Celkem              | 106    | 1    | 21     | 1      | 13                  | 1                   | 30     | 2      | 1       | 0       | 165    | 5      |
| Norwich City FC  | 2007/08          | League Championship | 7      | 0    | 0      | 0      | 0                   | 0                   | —      | —      | —       | —       | 7      | 0      |
| Celkem v kariéře | Celkem v kariéře | Celkem v kariéře    | 113    | 1    | 21     | 1      | 13                  | 1                   | 30     | 2      | 1       | 0       | 172    | 5      |